# Chamaeleo schubotzi
Chamaeleo schubotzi este o specie de cameleon din genul Chamaeleo, familia Chamaeleonidae, ordinul Squamata, descrisă de Richard Sternfeld în anul 1912. Conform Catalogue of Life specia Chamaeleo schubotzi nu are subspecii cunoscute.